# Хорнинг, Уильям Аллен
Уильям А. Хорнинг (англ. William A. Horning, 9 ноября 1904 — 2 марта 1959) — американский художник-постановщик.

## Биография
В течение 25 лет успел поучаствовать в более чем семидесяти голливудских постановках, с 1937 года работая в качестве главного художника-постановщика. К числу наиболее известных фильмов, в которых работал Хорнинг, относятся «Волшебник страны Оз» (1939), «Братья Карамазовы», «Жижи», «Кошка на раскалённой крыше» (все — 1958), «К северу через северо-запад», «Бен-Гур» (оба — 1959).
Хорнинг восемь раз был номинирован на «Оскар» за лучшую работу художника-постановщика, причём три раза — посмертно. Хорнинг является единственным в истории премии человеком, дважды удостоенным её посмертно (причём в разные годы); при этом ни одна из его прижизненных номинаций не была успешной.

## Награды и номинации

### Награды
- «Оскар»
  - 1959 — «Жижи» / Gigi (посмертно)
  - 1960 — «Бен-Гур» / Ben-Hur (посмертно)

### Номинации
- «Оскар»
  - 1938 — «Мария Валевска» / Conquest
  - 1940 — «Волшебник страны Оз» / The Wizard of Oz
  - 1952 — «Камо грядеши?» / Quo Vadis
  - 1958 — «Округ Рэйнтри» / Raintree County
  - 1958 — «Девушки» / Les Girls
  - 1960 — «К северу через северо-запад» / North by Northwest (посмертно)